# Tsabong
Tsabong (ou Tshabong) est une ville du sud du Botswana située dans le désert du Kalahari. C'est la capitale du District de Kgalagadi.
Lors du recensement de 2011, elle comptait 8 939 habitants.